# 被疑者ノート
被疑者ノート（ひぎしゃノート）とは、逮捕で勾留されている被疑者に弁護士から用意されるノートのこと。

## 概要
A4サイズの冊子タイプである。捜査機関の取り調べ時の自白強要や利益誘導を防ぐことを目的としたノートで、逮捕とともに弁護士が容疑者にボールペンと共に差し入れる。ノートにはその日の取り調べ内容や取り調べ中の暴行、自白の強要の有無、調書の訂正に応じたかなどを書く。記入例も書かれているため、事前知識がなくてもわかりやすくなっている。弁護士以外とは会えない接見禁止に不服を申し立てる「準抗告申立書」も添付され、必要横目にチェックを入れると裁判所に申し立てができるようになっている。
2003年秋に大阪弁護士会の刑事弁護委員会が中心になって作成されたのがきっかけである。大阪府警が取り調べ時に容疑者の様子を記した日誌を作っていることを同委員会の弁護士が知り、容疑者側も取調官の様子を記録することを発案した経緯となっている。
2003年11月に首を絞めて殺害しようとした殺人未遂事件が審理された大阪地裁の公判で首を絞めるのを辞めた理由について「被害者が死んだと思った」としていた調書に対して法廷供述では「絞め続けると被害者が死ぬと思った」として対立したが、2004年9月27日の判決公判では被疑者ノートに触れた上で「捜査側の誘導に迎合した可能性がある」として供述調書を否定して法廷供述を採用し、求刑懲役6年に対して懲役3年6ヶ月になったのが、被疑者ノートが裁判所で採用された初めての事例とされている。
被疑者ノートが証拠として提出されたことで、警察官や検察官による取調べにおいて被疑者本人や共犯者等への有罪性を認める供述調書（検察官面前調書・司法警察員面前調書）の任意性が裁判所で否定されることで、有罪性又は厳罰性の強い証拠が減ることが期待される。ただし、改竄も可能であるとして、裁判所で被疑者ノートの信用性が認められなかった事例もある。